# Ступино (Павловский район)
Ступино — хутор в Павловском районе Воронежской области России.
Входит в состав Покровского сельского поселения.
| 2009 | 2010 |
| ---- | ---- |
| 8    | ↗15  |

## География
Расположен в южной части поселения — на правом берегу реки Битюг, при впадении её в реку Дон. Удалён от центра поселения на 7 км.

## История
Хутор был основан во второй половине XIX века. В 1900 году население хутора Ступино с хуторами Чаплин и Городецкий (расположенными на левом берегу Битюга, ныне на территории Лосевского сельского поселения) составляло 258 человек, проживавших в 26 дворах.
Жилая застройка представлена индивидуальными жилыми домами с приусадебными участками, расположенными вдоль единственной улицы без названия.